# Język taita
Język taita albo davida – język z rodziny bantu, używany w Kenii i Tanzanii. W 1980 roku liczba mówiących wynosiła ok. 153 tys.